# Colin O'Brady

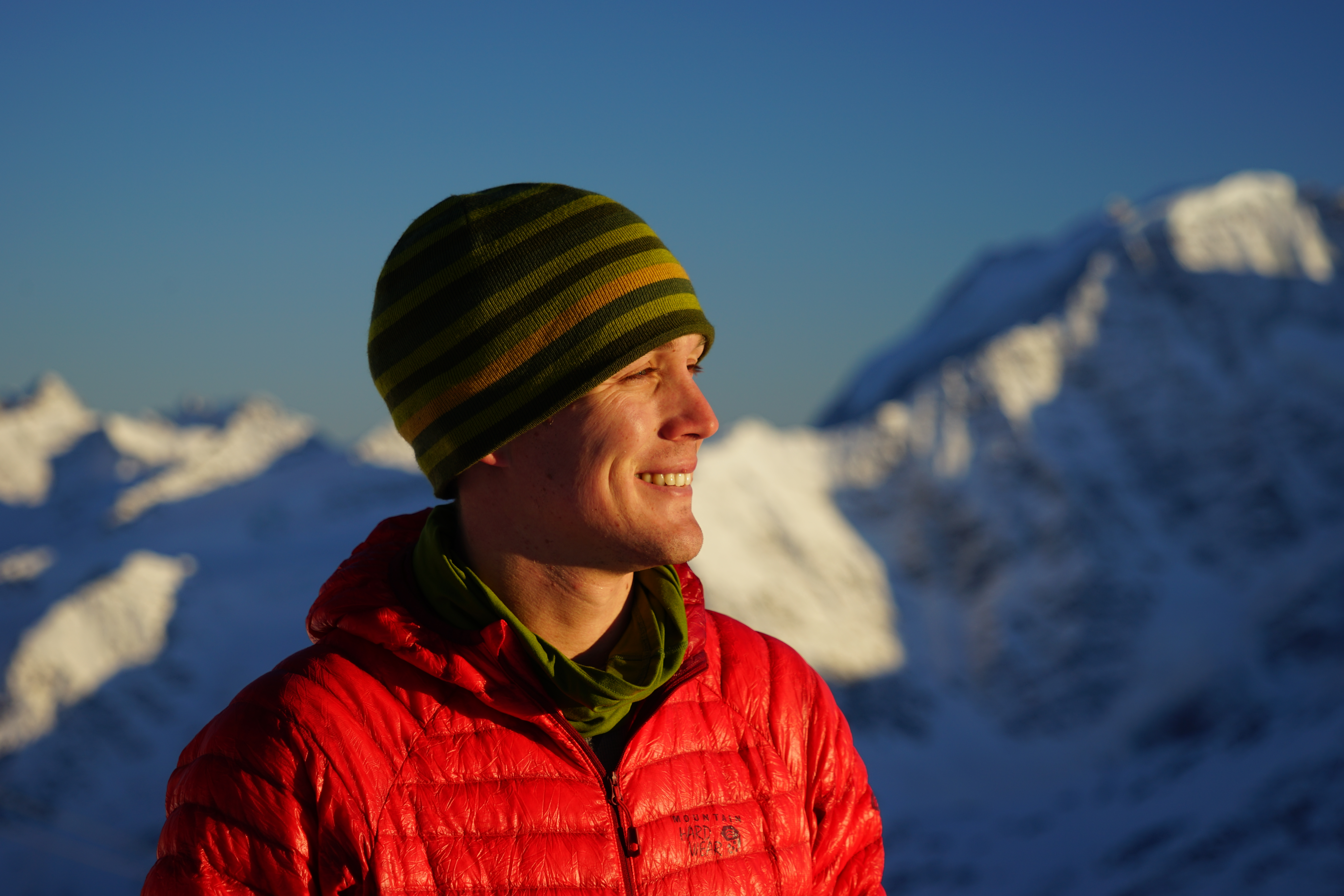
Colin O'Brady.

Colin O'Brady (nascido em 16 de março de 1985) é um atleta americano de resistência profissional e alpinista.
O'Brady é a primeira pessoa a completar uma travessia solo da Antártida continental sem ajuda do vento. A primeira travessia solo da Antártica de costa a costa foi feita por Børge Ousland em 1996-97. O'Brady é duas vezes recordista mundial dos recordes de velocidade do Explorers Grand Slam (Last Degree) e Seven Summits. Ele se tornou a pessoa mais rápida para completar os desafios dos aventureiros em 139 dias e 131 dias, respectivamente.
Ele é um ex-triatleta profissional e representou os Estados Unidos no circuito da Copa do Mundo de Triatlo da ITU, competindo em 25 países em seis continentes de 2009 a 2015.

## Biografia
Colin Timothy O'Brady nasceu em 16 de março de 1985 em Olympia, Washington, mas foi criado em Portland, Oregon. Ele freqüentou a Escola da Terra Montessori Franciscana, MT. Tabor Middle School, e se formou na Lincoln High School em 2002.
O'Brady era um astro do futebol juvenil e campeão estadual de natação do Oregon. Ele foi recrutado tanto para natação colegial e futebol no ensino médio. Ele aceitou um recrutamento para nadar para a equipe de natação e mergulho de Yale Bulldogs, onde competiu no time do time I da NCAA nos 100 e 200 metros de peito. Ele se formou na Universidade de Yale em 2006 e recebeu um Bacharel em Artes em Economia.
Em 2007, O'Brady começou o que foi planejado como uma viagem de mochila de um ano ao redor do mundo. Em janeiro de 2008, na ilha de Koh Tao, ele sofreu uma queimadura devastadora. O'Brady participou do costume local de atear fogo ao pular e foi atingido pela corda queimada de querosene. Embora instintivamente tenha corrido para o oceano para extinguir as chamas, sofreu queimaduras de segundo e terceiro graus em quase 25% de seu corpo, danificando principalmente suas pernas e pés. 12 horas após o acidente, ele foi transportado por caminhão e barco para um hospital em Koh Samui. Depois de uma semana e 8 cirurgias, ele foi transferido para um hospital maior em Bangkok. Embora ele tenha sido avisado de que nunca poderia andar normalmente, ele deu seu primeiro passo no mês seguinte e estava determinado a fazer uma recuperação completa.

## Carreira profissional
O'Brady mudou-se para Chicago, onde conseguiu um emprego como operador de commodities após o acidente. Ele aprendeu a andar de novo e, durante um ano, concentrou-se na reabilitação física. Ele começou a treinar para o triatlo; natação, ciclismo e corrida.
Em maio de 2009, ele ganhou um triatlo de sprint-distância em Racine, Wisconsin e em agosto de 2009 ele colocou 1º amador em geral na distância olímpica Chicago Triathlon. Em seguida, ele colocou na faixa etária nacional em Tuscaloosa, Alabama, que lhe rendeu uma posição na equipe dos EUA no Campeonato Mundial de Triatlo de 2010 em Budapeste, Hungria. No final de 2009, incentivado por seu mentor, o financista Brian Gelber, O'Brady deixou o emprego para seguir uma carreira como atleta profissional. Com Gelber como patrocinador, ele se mudou para a Austrália para treinar em um clima mais temperado. O'Brady já completou mais de 50 triatlos, variando da distância do sprint às competições Ironman.
O'Brady completou o Ironman Japan em agosto de 2015, sua última corrida de triathlon e ficou em sexto lugar na divisão Pro.